# 타지키스탄의 러시아어

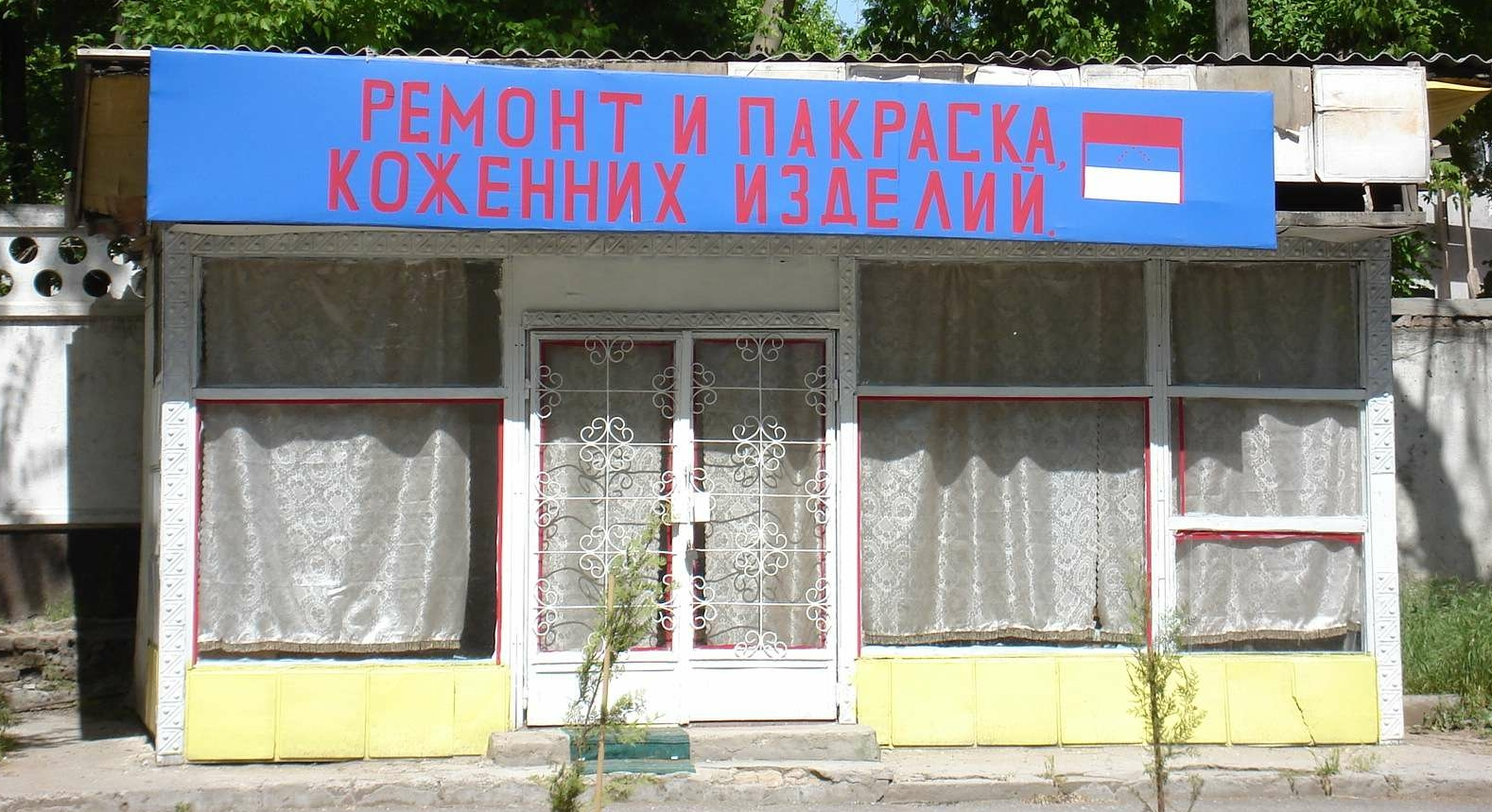
두샨베, 2006 가죽 제품의 수리 및 페인팅 작업장

타지키스탄의 러시아어는 타지키스탄 헌법 제2조에 따라 타지키스탄의 민족간 공용어이다. 2014년 기준 타지키스탄에는 26개의 러시아어 학교가 있고 그 중 5개는 두샨베에 있으며 132개의 학교는 혼합언어 교육을 한다.에모말리 라흐몬 대통령에 따르면 2022년 기준 러시아어를 가르치는 학교가 39개 있다.1990년대에 러시아어 교육 영역이 급격히 축소된 후 확장 과정이 시작되었다 그 뒤에는 주로 타지키스탄의 타지크인들이 러시아어 교육을 많이 받고자 한다. 마야콥스키 러시아어 드라마 극장과 러시아어-타지크(슬라브어)대학이 두샨베에서 운영된다. 러시아어 이름을 가진 마지막 행정 구역은 2016년에 이름이 변경되었다.

## 같이 보기
- 러시아어
- 러시아계 타지키스탄인